# Distretto di Pyrzyce
Il distretto di Pyrzyce (in polacco powiat pyrzycki) è un distretto polacco appartenente al voivodato della Pomerania Occidentale.

## Geografia antropica

### Suddivisioni amministrative
Il distretto comprende 6 comuni.
- Comuni urbano-rurali: Lipiany, Pyrzyce
- Comuni rurali: Bielice, Kozielice, Przelewice, Warnice